# جوزيف كلاين
جوزيف كلاين (بالإنجليزية: Joseph Klein)‏ هو سياسي أمريكي، ولد في 1886. انتخب عضو جمعية ولاية ويسكونسن.